# Liste der Kulturgüter in Goumoëns
Die Liste der Kulturgüter in Goumoëns enthält alle Objekte in der Gemeinde Goumoëns im Kanton Waadt, die gemäss der Haager Konvention zum Schutz von Kulturgut bei bewaffneten Konflikten, dem Bundesgesetz vom 20. Juni 2014 über den Schutz der Kulturgüter bei bewaffneten Konflikten sowie der Verordnung vom 29. Oktober 2014 über den Schutz der Kulturgüter bei bewaffneten Konflikten unter Schutz stehen.
Objekte der Kategorie A sind im Gemeindegebiet nicht ausgewiesen, Objekte der Kategorie B sind vollständig in der Liste enthalten, Objekte der Kategorie C fehlen zurzeit (Stand: 13. Oktober 2021).

## Kulturgüter
| Foto |                                                                       | Objekt | Kat. | Typ | Standort                                             | Beschreibung |
| ---- | --------------------------------------------------------------------- | --- | ---- | --- | ---------------------------------------------------- | ------------ |
| ja   | Datei hochladen · Wikidata zu Schloss Goumoens-la-Ville (Q29890861)   | Schloss (heute Pflegeheim) mit Turm und Springbrunnen / Château (actuellement maison de repos) avec tour et fontaine KGS-Nr.: 6089 | B    | G   | Rue du Château, Goumoens-la-Ville 536149 / 167625    |              |
| ja   | Datei hochladen · Wikidata zu Église de Goumoens-la-Ville (Q29890863) | Reformierte Kirche Saint-Théodule / Église réformée Saint-Théodule KGS-Nr.: 6090                                                   | B    | G   | Route d’Eclagnens, Goumoens-la-Ville 536053 / 167778 |              |